# 올라프 루바젠코

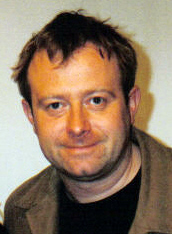

올라프 루바젠코(폴란드어: Olaf Sergiusz Linde-Lubaszenko, 1968년 12월 6일 ~ )는 폴란드의 배우, 영화 감독, 각본가, 텔레비전 배우이다.
브로츠와프에서 태어났다.

## 영화
- 회색 악마 (2009년)
- 엣지 오브 더 로드 (2001년)
- 행운을 부르는 딸들 (1999년)
- 세칼 (1997년)
- 연인들 (1994년)
- 쉰들러 리스트 (1993년) - 아우슈비츠 경비 요원 역
- 십계 (1988년)
- 사랑에 관한 짧은 필름 (1988년) - 우체국 직원, 도메크 역
- 마리 부인의 정사 (1987년)